# Iglesia de Santa Cruz (Plou)
La Iglesia de Santa Cruz es una iglesia de Plou.

## Historia
Fue construida en el siglo XVIII.

## Descripción
De estilo barroco, posee planta basilical, con tres naves, separadas por pilastras.